# Коптевка (Харьковская область)
Коптевка (укр. Кіптівка) — село в Мироновском сельском совете Первомайского района Харьковской области Украины.
Код КОАТУУ — 6324585002. Население по переписи 2001 года составляет 58 (25/33 м/ж) человек.

## Географическое положение
Село Коптевка находится на расстоянии в 4 км от реки Орелька и в 8-и км от реки Орель. По селу протекает пересыхающая речушка на которой сделана запруда.
В 3-х км расположено село Мироновка.

## История
- 1850 — дата основания.